# Andre Gower
Jon Andre Gower (Los Ángeles, California, 27 de abril de 1973) es un actor estadounidense.

## Biografía y carrera
Nacido en Los Ángeles, California, Gower comenzó su carrera a la edad de cinco años como actor infantil. Su primer papel importante fue como Brooks Prentiss en la telenovela de CBS The Young and the Restless de 1981 a 1982. Continuó con papeles como estrella invitada en The A-Team, TJ Hooker y The Wizard. En 1986, protagonizó junto a Piper Laurie, nominada al Oscar, un episodio de The Twilight Zone, "The Burning Man". En 1987, Gower protagonizó la película de comedia y terror The Monster Squad. Más tarde ese año, protagonizó dos temporadas en la serie de Fox Mr. President con George C. Scott. De 1988 a 1989, Gower tuvo un papel recurrente en The Hogan Family. Actualmente, Gower entrena a actores y otras personas que ingresan a la industria del entretenimiento.
El 5 de noviembre de 2014, Gower apareció en el podcast de televisión Guidance Counselor, de Ken Reid.
Desde 2016, Gower y uno de sus compañeros de elenco de The Monster Squad, Ryan Lambert, han sido coanfitriones del Squadcast w/Ryan & Andre Podcast, para Fitterpiper Entertainment. El podcast cubre The Monster Squad, así como otras películas y convenciones a las que Gower y Lambert asisten en apoyo de The Monster Squad y su legado.
En 2018, Gower produjo y dirigió un documental sobre el legado, el culto y los fanáticos de The Monster Squad, titulado Wolfman's Got Nards.
El 3 de julio de 2021, Gower estuvo a punto de perder la vida después de sufrir un ataque cardíaco masivo mientras jugaba tenis con un amigo. Gower necesitaba que le instalaran un marcapasos en el corazón. "Mi arteria coronaria derecha terminó bloqueada al 100 por ciento con un coágulo de sangre gigante... Aparentemente, según las personas que trabajaron en mí y el excelente equipo del laboratorio de cateterismo, llegamos aquí con unos 10 minutos de sobra", dijo Gower en un video de Facebook filmado desde su cama de hospital. Se creó una cuenta GoFundMe para ayudar a pagar las facturas médicas de Gower.

## Filmografía
| Películas  | Películas                       | Películas              | Películas                               |
| Año        | Título                          | Papel                  | Notas                                   |
| ---------- | ------------------------------- | ---------------------- | --------------------------------------- |
| 1983       | Kiss My Grits                   | Boots                  |                                         |
| 1987       | The Monster Squad               | Sean Crenshaw          | Acreditado como André Gower             |
| 2006       | Sweet Deadly Dreams             | Bernstein              |                                         |
| 2018       | Wolfman's Got Nards             | Él mismo               | Productor/Director                      |
| Televisión |                                 |                        |                                         |
| Año        | Título                          | Papel                  | Notas                                   |
| 1979       | The Man in the Santa Claus Suit | Terry Travis           | Television movie                        |
| 1981-1982  | The Young and the Restless      | Brooks Prentiss #3     | Episodios desconidos                    |
| 1983       | Baby Makes Five                 | Michael Riddle         | Episodios desconidos                    |
| 1984       | St. Elsewhere                   | Tucker                 | 1 episodio                              |
| 1984       | The A-Team                      | Billy Lawrence         | 1 episodio                              |
| 1984       | Highway to Heaven               | Tom Barney             | 1 episodio                              |
| 1985       | Obsessed with a Married Woman   | Max Karasick           | Television movie                        |
| 1985       | Knight Rider                    | Billy                  | 1 episodio                              |
| 1985       | Night Court                     | Brian Reader           | 1 episodio                              |
| 1985       | T.J. Hooker                     | Tommy Hooker           | 1 episodio                              |
| 1985       | The Twilight Zone               | Doug                   | 1 episodio (segmento "The Burning Man") |
| 1985       | It's a Living                   |                        | 1 episodio                              |
| 1986       | Remington Steele                | Daniel Piper           | 1 episodio                              |
| 1986       | Fathers and Sons                | Sean Flynn             | 1 episodio                              |
| 1986       | The Wizard                      | Todd                   | 1 episodio                              |
| 1987       | Mathnet                         | Eddie "Rimshot" Harris | 1 episodio                              |
| 1987       | Square One Television           | Eddie "Rimshot" Harris | 4 episodios                             |
| 1987       | Mr. President                   | Nick Tresch            | Episodios desconidos                    |
| 1988       | My Two Dads                     | Marshall               | 1 episodio                              |
| 1988-1989  | The Hogan Family                | Steve Traeger          | 6 episodios                             |
| 1989       | Mr. Belvedere                   | Craig Larabee          | 1 episodio                              |

## Premios y nominaciones
| Año  | Premios              | Resultado | Categoría                                                                                 | Película o serie                             |
| ---- | -------------------- | --------- | ----------------------------------------------------------------------------------------- | -------------------------------------------- |
| 1983 | Premios Young Artist | Nominado  | Mejor actor joven en una serie diurna                                                     | The Young and the Restless                   |
| 1984 | Premios Young Artist | Nominado  | Mejor actor joven en una serie de comedia                                                 | Baby Makes Five                              |
| 1987 | Premios Young Artist | Nominado  | Actuación excepcional de un actor joven en una nueva serie de televisión, comedia o drama | Fathers and Sons                             |
| 1988 | Premios Young Artist | Nominado  | Actuación excepcional de un actor joven en una serie de comedia televisiva                | Mr. President                                |
| 1988 | Premios Young Artist | Ganador   | Conjunto de actores/actrices jóvenes destacados en televisión o cine                      | The Monster Squad (compartido con el elenco) |
| 1989 | Premios Young Artist | Nominado  | Mejor actor invitado joven en una serie dramática o de comedia                            | The Hogan Family                             |
| 1988 | Premios Saturn       | Nominado  | Mejor interpretación de un actor más joven                                                | The Monster Squad                            |